# Tadepalligudem
Tadepalligudem è una suddivisione dell'India, classificata come municipality, di 102.303 abitanti, situata nel distretto del Godavari Occidentale, nello stato federato dell'Andhra Pradesh. In base al numero di abitanti la città rientra nella classe I (da 100.000 persone in su).

## Geografia fisica
La città è situata a 16° 49' 60 N e 81° 30' 0 E e ha un'altitudine di 34 m s.l.m..

## Società

### Evoluzione demografica
Al censimento del 2001 la popolazione di Tadepalligudem assommava a 102.303 persone, delle quali 50.476 maschi e 51.827 femmine. I bambini di età inferiore o uguale ai sei anni assommavano a 10.210, dei quali 5.286 maschi e 4.924 femmine. Infine, coloro che erano in grado di saper almeno leggere e scrivere erano 66.477, dei quali 34.921 maschi e 31.556 femmine.